# Richard Dodds
Richard Dodds, född den 23 februari 1959 i York, Storbritannien, är en brittisk landhockeyspelare.
Han tog OS-brons i herrarnas landhockeyturnering i samband med de olympiska landhockeytävlingarna 1984 i Los Angeles.
Därefter tog Dodds OS-guld i herrarnas landhockeyturnering i samband med de olympiska landhockeytävlingarna 1988 i Seoul.